# دنفاس
گروه دنفاس، شرکت دانمارکی تولید محصولات و ارائه خدمات مورد استفاده در زمینه خنک‌کننده‌های موادغذایی، تهویه مطبوع، سازه‌های گرمایشی، کنترل موتورهای الکتریکی، کمپرسورهای گاز، درایوهای فرکانس متغیر و ماشین‌آلات قابل‌حمل را انجام می‌دهد. دنفاس تقریباً ۲۸،۰۰۰ نفر را در سراسر جهان، با دفتر مرکزی خود در نوردبورگ، دانمارک، به‌کار گرفته‌است. 